# Hanford (Dorset)
Hanford is een civil parish in het bestuurlijke gebied North Dorset, in het Engelse graafschap Dorset. In 2001 telde het dorp 154 inwoners.